# Arsiè
Arsiè – miejscowość i gmina we Włoszech, w regionie Wenecja Euganejska, w prowincji Belluno.
Według danych na styczeń 2009 gminę zamieszkiwało 2597 osób przy gęstości zaludnienia 40 os./1 km².